# Party Boat - Un compleanno alla deriva
Party Boat è un film per la TV del 2017 diretto da Dylan Kidd.

## Trama
Tutta la storia si concentra su Max, che sta organizzando una festa per il 25esimo compleanno della sua migliore amica Kiley. Però quando Max scopre che Greg, il ragazzo di Kiley, ha intenzione di farle la proposta di matrimonio, si imbarca in un'avventura per conquistare il cuore di Kiley ed organizzare la sua più grande festa di sempre.